# Pallacanestro Torino 2016-2017
Questa voce raccoglie le informazioni riguardanti la Pallacanestro Torino nelle competizioni ufficiali della stagione 2016-2017.

## Stagione
Riconfermata la categoria per la stagione 2016-2017, la Pallacanestro Torino sponsorizzata Fixi Piramis, disputa per la nona volta la massima serie.

## Verdetti stagionali
Competizioni nazionali
- Serie A1:

stagione regolare: 9º posto su 12 squadre (6-16);
play-off: ottavi di finale persi contro Vigarano (125-129).
- Coppa Italia:

Secondo turno perso contro Lucca.

## Organigramma societario
Area dirigenziale
- Presidente: Giovanni Garrone
- Vicepresidenti: Gino Coen, Filippo Puglisi
- General Manager: Mario Soriente
- Dirigente Settore Giovanile: Alessandro Cerrato

Area Organizzativa
- Team Manager: Giuseppe Cortese
- Addetto stampa: Filippo Arduino
- Addetto al servizio statistiche: Fabio Gentile
- Addetto arbitri: Claudio Cella

Area Tecnica
- Allenatore: Marco Spanu
- Vice Allenatore: Paolo Terzolo
- Preparatore atletico: Tino Gangi
- Allenatore Giovanili: Mara Pignocco
- Assistenti Allenatore Giovanili: Valentina Soriente, Valentina Manuguerra

Area Sanitaria
- Medico sociale: Gianluca Stesina
- Fisioterapista: Antonino Lanza
- Massofisioterapista: Alessandra Bianco

## Rosa
| Fixi Piramis Torino | Fixi Piramis Torino |
| Giocatrici          | Staff tecnico       |
| ------------------- | ------------------- |

| 0  | Italia (bandiera)      | GA | Giovanna Pertile     | 1992 | 177 cm |  |  |
| 1  | Italia (bandiera)      | G  | Claire Giacomelli    | 1998 | 175 cm |  |  |
| 4  | Croazia (bandiera)     | C  | Ivana Tikvić         | 1994 | 189 cm |  |  |
| 5  | Italia (bandiera)      | A  | Francesca De Chellis | 1998 | 183 cm |  |  |
| 6  | Italia (bandiera)      | G  | Sara Bocchetti       | 1993 | 175 cm |  |  |
| 7  | Italia (bandiera)      | PG | Martina Kacerik      | 1996 | 181 cm |  |  |
| 8  | Italia (bandiera)      | G  | Alice Quarta (C)     | 1991 | 178 cm |  |  |
| 10 | Italia (bandiera)      | PG | Anastasia Conte      | 2000 | 171 cm |  |  |
| 11 | Stati Uniti (bandiera) | AC | Ashley Bruner        | 1991 | 183 cm |  |  |
| 12 | Italia (bandiera)      | AC | Ilenia Cordola       | 1996 | 183 cm |  |  |
| 13 | Italia (bandiera)      | P  | Sofia Marangoni      | 1995 | 174 cm |  |  |
| 18 | Italia (bandiera)      | G  | Angela Ceriani       | 1999 | 172 cm |  |  |
| 30 | Italia (bandiera)      | GA | Federica Gallucci    | 1997 | 180 cm |  |  |
| 32 | Stati Uniti (bandiera) | PG | Jori Davis           | 1989 | 175 cm |  |  |
| 44 | Italia (bandiera)      | C  | Valentina Gatti      | 1988 | 190 cm |  |  |

| Allenatore                                                                    |
| - Marco Spanu                                                                 |
| Assistente/i                                                                  |
| - Paolo Terzolo Legenda - (C) Capitano Roster Aggiornato al: 28 febbraio 2017 |

## Mercato
Viene assunto come capo allenatore Marco Spanu. Riconfermate il capitano Alice Quarta e il pivot Ilenia Cordola, la società ha effettuato i seguenti trasferimenti:
| Acquisti | Acquisti             | Acquisti             | Acquisti      |
| R.       | Nome                 | da                   | Modalità      |
| -------- | -------------------- | -------------------- | ------------- |
| GA       | Giovanna Pertile     | Umbertide            | definitivo    |
| C        | Ivana Tikvić         | Umbertide            | definitivo    |
| PG       | Martina Kacerik      | GEAS                 | definitivo    |
| AC       | Ashley Bruner        | C.U.S. Ponta Delgada | definitivo    |
| P        | Sofia Marangoni      | Basket Parma         | definitivo    |
| PG       | Jori Davis           | San Martino          | definitivo    |
| C        | Valentina Gatti      | Le Mura Lucca        | definitivo    |
| G        | Angela Ceriani       | giovanili            | definitivo    |
| PG       | Anastasia Conte      | giovanili            | definitivo    |
| A        | Francesca De Chellis | Girls Ancona         | fine prestito |
| G        | Claire Giacomelli    | BCC Derthona Bk.     | definitivo    |

| Cessioni | Cessioni                | Cessioni              | Cessioni       |
| R.       | Nome                    | a                     | Modalità       |
| -------- | ----------------------- | --------------------- | -------------- |
| G        | Elisa Chiabotto         | USE Empoli            | prestito       |
| G        | Federica Gallucci       | Beinaschese           | prestito       |
| P        | Francesca Rosso         | BCC Derthona Bk.      | fine contratto |
| P        | Ada Puliti              | Fine carriera         | fine contratto |
| P        | Paola Montanaro         | Torino Teen Basket    | fine contratto |
| A        | Costanza Coen           | Fine carriera         | fine contratto |
| G        | Dalila Domizi           | Torino Teen Basket    | fine contratto |
| G        | Elisabetta Penz         | Cestistica Savonese   | fine contratto |
| G        | Yvonne Anderson         | Galatasaray (Turchia) | fine contratto |
| C        | Jenna Smith             | Tarbes (Francia)      | fine contratto |
| A        | Katerina Sōtīriou       | PB63 Battipaglia      | fine contratto |
| GA       | Madalene Mitongu Ntumba | Fine carriera         | fine contratto |

### Sessione invernale
| Acquisti | Acquisti       | Acquisti       | Acquisti   |
| R.       | Nome           | da             | Modalità   |
| -------- | -------------- | -------------- | ---------- |
| G        | Sara Bocchetti | Cest. Spezzina | definitivo |

| Cessioni | Cessioni       | Cessioni           | Cessioni |
| R.       | Nome           | a                  | Modalità |
| -------- | -------------- | ------------------ | -------- |
| C        | Ilenia Cordola | S. Salv. Selargius | prestito |

## Risultati

### Campionato

#### Play-off

##### Ottavi di finale
| Arbitri: | Roberto Radaelli (Rho) Andrea Chersicla (Milano) Chiara Vanzini (Milano) |

|           |          |                    |
| Bruner 22 | Punti    | 17 Reggiani        |
| Bruner 4  | Assist   | 5 Reggiani         |
| Bruner 15 | Rimbalzi | 8 Aleksandravicius |

| Arbitri: | Marco Rudellat (Nuoro) Giacomo Dori (Mirano) Veronica Restuccia (Messina) |

|                                |          |                        |
| Aleksandravicius 22 Orrange 21 | Punti    | 22 Tikvić 13 Bocchetti |
| Orrange 8                      | Assist   | 5 Bruner               |
| Orrange 11                     | Rimbalzi | 14 Tikvić              |

### Coppa Italia

#### Primo turno
| Arbitri: | Daniele Caruso (Roma) Stefano Wassermann (Maniago) Chiara Corrias (Portogruaro) |

|           |          |                           |
| Bruner 21 | Punti    | 14 Aleksandravicius       |
| Kacerik 7 | Assist   | 3 Crudo, Littles, Orrange |
| Bruner 15 | Rimbalzi | 13 Littles                |

#### Secondo turno
| Arbitri: | Andrea Bongiorni (Pisa) Alessandro Costa (Livorno) Irene Frosolini (Grosseto) |

|                                |          |           |
| Wojta 20                       | Punti    | 17 Bruner |
| Dotto, Harmon 3                | Assist   | 3 Kacerik |
| Harmon, Ngo Ndjock, Pedersen 5 | Rimbalzi | 9 Bruner  |

## Statistiche

### Statistiche di squadra
| Competizione | Punti | In casa | In casa | In casa | In casa | In casa | In trasferta | In trasferta | In trasferta | In trasferta | In trasferta | Totale | Totale | Totale | Totale | Totale | Totale |
| Competizione | Punti | G       | V       | P       | Ptf     | Pts     | G            | V            | P            | Ptf          | Pts          | G      | V      | P      | Ptf    | Pts    | Diff.  |
| ------------ | ----- | ------- | ------- | ------- | ------- | ------- | ------------ | ------------ | ------------ | ------------ | ------------ | ------ | ------ | ------ | ------ | ------ | ------ |
| Serie A1     | 12    | 11      | 3       | 8       | 636     | 717     | 11           | 3            | 8            | 672          | 755          | 22     | 6      | 16     | 1308   | 1472   | -164   |
| Play-off     |       | 1       | 0       | 1       | 59      | 60      | 1            | 0            | 1            | 66           | 69           | 2      | 0      | 2      | 125    | 129    | -4     |
| Coppa Italia |       | 1       | 1       | 0       | 71      | 52      | 1            | 0            | 1            | 62           | 78           | 2      | 1      | 1      | 133    | 130    | +3     |
| Totale       | 12    | 13      | 4       | 9       | 766     | 829     | 13           | 3            | 10           | 800          | 902          | 26     | 7      | 19     | 1566   | 1731   | -165   |

### Andamento in campionato
| Giornata  | 1 | 2 | 3 | 4 | 5 | 6 | 7 | 8 | 9 | 10 | 11 | 12 | 13 | 14 | 15 | 16 | 17 | 18 | 19 | 20 | 21 | 22 |
| --------- | - | - | - | - | - | - | - | - | - | -- | -- | -- | -- | -- | -- | -- | -- | -- | -- | -- | -- | -- |
| Luogo     | T | C | T | C | T | T | C | T | C | T  | C  | C  | T  | C  | T  | C  | C  | T  | C  | T  | C  | T  |
| Risultato | P | V | P | V | P | P | P | V | P | P  | P  | P  | V  | P  | V  | P  | P  | P  | P  | P  | V  | P  |
| Posizione | 9 | 8 | 8 | 6 | 7 | 7 | 8 | 7 | 8 | 8  | 8  | 8  | 8  | 8  | 8  | 8  | 8  | 8  | 8  | 9  | 9  | 9  |

Legenda:

Luogo: C = Casa; T = Trasferta. Risultato: V = Vittoria; N = Pareggio; P = Sconfitta.

### Statistiche delle giocatrici
Campionato (stagione regolare e play-off) e Coppa Italia
| Giocatrice           | Partite | Partite | Partite | Pun | Min. | Falli | Falli | Tiri da 2 | Tiri da 2 | Tiri da 2 | Tiri da 3 | Tiri da 3 | Tiri da 3 | Tiri Liberi | Tiri Liberi | Tiri Liberi | Rimbalzi | Rimbalzi | Rimbalzi | Stopp. | Stopp. | Palle | Palle | Ass | Val. | Val. | A+dP |
| Giocatrice           | Pr      | PG      | SF      | Pun | Min. | C     | S     | R         | T         | %         | R         | T         | %         | R           | T           | %           | O        | D        | T        | D      | S      | P     | R     | Ass | Lega | OER  | A+dP |
| -------------------- | ------- | ------- | ------- | --- | ---- | ----- | ----- | --------- | --------- | --------- | --------- | --------- | --------- | ----------- | ----------- | ----------- | -------- | -------- | -------- | ------ | ------ | ----- | ----- | --- | ---- | ---- | ---- |
| Ashley Bruner        | 26      | 26      | 26      | 409 | 981  | 63    | 124   | 145       | 320       | 45,3      | 17        | 50        | 34,0      | 68          | 120         | 56,7        | 81       | 163      | 244      | 12     | 24     | 119   | 56    | 57  | 436  | 6,53 | -6   |
| Jori Davis           | 26      | 25      | 25      | 333 | 861  | 53    | 77    | 110       | 247       | 44,5      | 19        | 57        | 33,3      | 56          | 66          | 84,8        | 23       | 129      | 152      |        | 10     | 111   | 39    | 80  | 322  | 6,64 | 8    |
| Ivana Tikvić         | 26      | 26      | 26      | 269 | 693  | 66    | 69    | 111       | 213       | 52,1      |           |           |           | 47          | 76          | 61,8        | 90       | 123      | 213      | 31     | 11     | 61    | 55    | 20  | 388  | 6,96 | 14   |
| Martina Kacerik      | 26      | 26      | 23      | 152 | 725  | 65    | 53    | 25        | 60        | 41,7      | 27        | 94        | 28,7      | 21          | 31          | 67,7        | 12       | 42       | 54       | 8      | 5      | 57    | 57    | 51  | 136  | 6,02 | 51   |
| Sofia Marangoni      | 26      | 26      | 17      | 139 | 587  | 67    | 29    | 36        | 79        | 45,6      | 16        | 64        | 25,0      | 19          | 26          | 73,1        | 6        | 29       | 35       | 2      | 7      | 68    | 19    | 32  | 16   | 4,43 | -17  |
| Alice Quarta         | 26      | 25      | 13      | 112 | 628  | 61    | 33    | 20        | 71        | 28,2      | 16        | 105       | 15,2      | 24          | 36          | 66,7        | 12       | 72       | 84       | 8      | 3      | 44    | 54    | 25  | 56   | 7,72 | 35   |
| Valentina Gatti      | 25      | 25      |         | 67  | 334  | 41    | 22    | 29        | 66        | 43,9      |           |           |           | 9           | 15          | 60,0        | 18       | 34       | 52       | 5      | 2      | 22    | 6     | 3   | 47   | 5,80 | -13  |
| Sara Bocchetti       | 6       | 6       |         | 36  | 113  | 13    | 4     | 6         | 13        | 46,2      | 7         | 27        | 25,9      | 3           | 4           | 75,0        | 7        | 8        | 15       |        | 1      | 5     | 5     | 6   | 19   | 0,82 | 6    |
| Giovanna Pertile     | 17      | 11      |         | 25  | 120  | 7     | 5     | 6         | 14        | 42,9      | 3         | 13        | 23,1      | 4           | 4           | 100,0       | 2        | 7        | 9        |        |        | 11    | 5     | 4   | 12   | 0,32 | -2   |
| Ilenia Cordola       | 17      | 15      |         | 13  | 91   | 12    | 1     | 5         | 14        | 35,7      | 1         | 3         | 33,3      |             |             |             | 1        | 11       | 12       |        |        | 8     | 1     | 2   | -2   | 0,43 | -5   |
| Claire Giacomelli    | 26      | 16      |         | 11  | 83   | 6     | 2     | 3         | 6         | 50,0      | 1         | 8         | 12,5      | 2           | 2           | 100,0       | 1        | 3        | 4        |        |        | 8     |       | 3   | -4   | 0,24 | -5   |
| Francesca De Chellis | 21      | 3       |         |     | 5    |       | 1     | 0         | 1         | 0,0       | 0         | 1         | 0,0       |             |             |             | 1        |          | 1        |        |        |       |       |     |      | 0,00 |      |
| Anastasia Conte      | 12      | 3       |         |     | 4    |       |       |           |           |           | 0         | 1         | 0,0       |             |             |             |          |          |          |        |        |       |       |     | -1   | 0,00 |      |
| Angela Ceriani       | 3       |         |         |     |      |       |       |           |           |           |           |           |           |             |             |             |          |          |          |        |        |       |       |     |      | 0,00 |      |